# 9 Dywizja Kawalerii (Imperium Rosyjskie)
9 Dywizja Kawalerii (ros. 9-я кавалерийская дивизия) – związek taktyczny Armii Imperium Rosyjskiego.
W 1914 wchodziła w skład 9 Korpusu Armijnego.

## Struktura organizacyjna
Organizacja w 1914
- Dowództwo dywizji – Kijów
- 1 Brygada Kawalerii – Biała Cerkiew
  - 9 Kazański Pułk Dragonów
  - 9 Pułk Ułanów
- 2 Brygada Kawalerii – Kijów
  - 9 Kijowski Pułk Huzarów(inne języki)
  - 9 Pułk Kozaków Uralskich
- 9 Dywizjon Artylerii Konnej